# Тонкерис (Западно-Казахстанская область)
Тонкерис (каз. Төңкеріс) — село в Теректинском районе Западно-Казахстанской области Казахстана. Административный центр Тонкерисского сельского округа. Код КАТО — 276263100.

## Население
В 1999 году население села составляло 951 человек (468 мужчин и 483 женщины). По данным переписи 2009 года, в селе проживало 656 человек (329 мужчин и 327 женщин).